# 满脑都是○○的我没办法谈恋爱
《满脑都是○○的我没办法谈恋爱》是由创作的日本漫画，连载于讲谈社发行的漫画杂志《少年Magazine Edge》，共发行单行本8册，2018年12月4日宣布改編成電視动画。
本作續篇《满脑都是○○的我没办法谈恋爱 大人篇》於《少年Magazine Edge》2019年2月號開始新連載。

## 剧情简介
女高中生堀江青的成績優異，由於身為色情小說家的父親堀江花咲的猥瑣行為經常為自己帶來困擾，因此她的目標是考上離家很遠的國立大學，並一個人過著簡單的生活。小青為此十分勤學，並對向自己搭話的現充男同學木嶋拓海感到不悅，但當她向木嶋表示自己的反感時，花咲從中作梗，導致木嶋向小青告白。無心戀愛的小青本想拒絕，但在見識到木嶋的率直的心意後，便決定再三考慮。
受到家中大量藏書和父親的觀念影響，小青在情色方面的學識比較淵博，卻也經常對事物產生情色方面的聯想。她認為木嶋是個性經驗豐富的花花公子，觀念和行為都和自己合不來，但木嶋坦承自己是處男。兩人經歷了暑期合宿，並一起到海邊遊玩，在木嶋出場的一次足球賽中，小青帶了被父親偷摻了春藥的便當給木嶋，儘管木嶋吃下便當後性慾高漲，但他表示比起自己的性慾，自己將小青的意願放在更優先的位置，小青這才發現自己早已愛上木嶋，並且無心於讀書了。
小青開始刻意疏遠木嶋，木嶋向她確認了真心後，兩人不但修復了關係，還約好一起用功讀書，並在小青考上志願學校之後交往。在兩人初吻之後，小青一直想要有更進一步的發展，卻無法得償所望。到了高二，小青為了提高保送學校的可能性，決定赴美留學。她和木嶋都對即將暫時分隔兩地感到不安，並因此開始交往，雖然在小青赴美期間，兩人因為過於膽怯都沒有聯絡，但小青歸國之後，確認了兩人的感情並沒有因此削弱。
升上高三後，小青對日漸逼近的大考感到很大的壓力，滿腦子都在思考要在考試結束後與木嶋做愛，導致她無心向學。

## 登场人物
堀江青（声：和气杏未）
身材姣好（G罩杯）的女高中生。名字来自日语中的，即“在野外性交”，但直到小学二年级自我介绍时才知道这个名字的来源是什么意思，故而对自己的名字十分不满，不喜欢别人用全名称呼她。
成绩优秀，考试可以做到全科满分。常會做飯給父親吃。在别人看来是高岭之花。沒有朋友（但其實許多人想跟她搭話），在木岛拓海面前会出现傲娇的一面。为了摆脱自己的父亲考上外地的国立大学而努力学习，在被木嶋告白后由于时常在脑内妄想各种性行为的体位导致成绩下降，而纯情的木嶋根本无法理解青的想法，后在暑假时二人经历了暑期补习合宿，青发现自己爱上了木嶋已经无心学习。在一次意外中木嶋不小心對青說出他還是處男的事實。
为了挽救恶化的成绩，青开始刻意疏远木嶋，在木嶋向其表达了真心后两人复合并一起学习。到了高二，为了提高保送国立大学的可能性，决定赴美留学，对于异地恋，两人都感到不安，但在青回国后，两人的关系并未受到影响。升上高三后，面临着越来越大的应考压力的青更加无心学习，满脑子都是盼望着等考试结束后跟木嶋来一发。后来两人都考上了位于九州地区的大学，租了同一栋公寓，且公寓的房东恰好就是青的母亲。
在父亲的影响下有着较为丰富的性知识，但却毫无恋爱的经验，还被父亲灌输过“男人就是性欲的集合”的思想。
木嶋拓海（声：寺岛惇太）
与堀江青同班的男生。人缘广泛朋友众多，被人称为“现充王”，喜欢堀江青并且向她告了白。十分可靠，虽然堀江青时不时地会误会他的想法而经常不知所措，但就是这样才十分吸引拓海。
同样毫无恋爱经验，告白后为了能正式确立恋爱关系而努力，但在能够与青好好相处的氛围中总是毫无行动，在一次意外中不小心對青說出他還是處男的事實。
堀江花咲（声：津田健次郎）
堀江青的父亲，知名的色情小说家，有多個笔名和許多不同領域的作品。
喜欢把自己的家叫做“春宫”（エロ御殿），被周围的邻居称为“快乐先生”，在得知女儿被木嶋告白后为了推进二人的关系会做一些非同寻常的事。
高冈雅（声：木村珠莉）
青的小学同学兼損友。喜欢木嶋。表面看属于“肉食系”其实很纯情。
矢部总一郎（声：近藤隆）
堀江花咲的责任编辑，同时担任青的家庭教师。
上原将生（声：白井悠介）
木嶋的朋友。总是喜欢谈论男女关系的话题。
米塚周平（声：深町壽成）
木嶋的朋友，平时一直戴着眼镜，有女朋友。
堀江志緒美 (堀江 志緒美（ほりえ しおみ) )
堀江青的母亲。
木嶋美月（きじま みつき）
木嶋拓海的姐姐。
金子碧（かねこ みどり）
田畑 結衣（たばた ゆい）

## 出版书籍
本篇
| 卷数 | 讲谈社         | 讲谈社                 | 尖端出版       | 尖端出版           |
| 卷数 | 发售日期       | ISBN                   | 發售日期       | ISBN / EAN         |
| ---- | -------------- | ---------------------- | -------------- | ------------------ |
| 1    | 2016年6月17日  | ISBN 978-4-06-391015-5 | 2018年11月20日 | ISBN 9789571074108 |
| 2    | 2016年11月17日 | ISBN 978-4-06-391039-1 | 2018年11月20日 | ISBN 9789571074788 |
| 3    | 2017年3月17日  | ISBN 978-4-06-391062-9 | 2019年4月19日  | ISBN 9789571085234 |
| 4    | 2017年7月14日  | ISBN 978-4-06-391073-5 | 2019年4月19日  | ISBN 9789571085241 |
| 5    | 2017年11月16日 | ISBN 978-4-06-510462-0 |                |                    |
| 6    | 2018年4月17日  | ISBN 978-4-06-511476-6 |                |                    |
| 7    | 2018年9月14日  | ISBN 978-4-06-512895-4 |                |                    |
| 8    | 2019年1月17日  | ISBN 978-4-06-514351-3 |                |                    |

續篇
| 卷数 | 讲谈社         | 讲谈社                 |
| 卷数 | 发售日期       | ISBN                   |
| ---- | -------------- | ---------------------- |
| 1    | 2019年5月17日  | ISBN 978-4-06-515755-8 |
| 2    | 2019年10月17日 | ISBN 978-4-06-517404-3 |
| 3    | 2020年5月13日  | ISBN 978-4-06-519496-6 |

## 電視動畫
電視动画于2019年4月开始在MBS、TBS、BS-TBS等電視台播放，而作品标题的淫被改以日語假名發音方式表示。

### 制作人员
- 原作：（讲谈社“少年Magazine Edge”连载）
- 监督：井上圭介
- 剧本统筹：横手美智子
- 人物设定：大岛美和
- 动画制作：SILVER LINK.

### 主题曲
片頭曲「WONDERFUL WONDER」
作詞、作曲：佐佐木萌，編曲：佐佐木萌、Soma Genda，主唱：EDOGA-SULLIVAN
片尾曲
作詞：幹葉、寺西裕二，作曲：寺西裕二，編曲：重永亮介，主唱：Spira Spica

### 各话列表
| 話數 | 日文標題 | 中文標題             | 劇本       | 分鏡     | 演出     | 作畫監督                                     |
| ---- | -------- | -------------------- | ---------- | -------- | -------- | -------------------------------------------- |
| #01  |          | 小青無法享受青春     | 橫手美智子 | 井上圭介 | 井上圭介 | 壽夢龍、船越麻友美                           |
| #02  |          | 小青無法好好拒絕別人 | 橫手美智子 | 井上圭介 | 井上圭介 | 壽夢龍、船越麻友美 門木祐介                  |
| #03  |          | 小青無法保住下半身   | 橫手美智子 | 堀內勇冶 | 堀內勇冶 | 壽夢龍、永井里奈                             |
| #04  |          | 不想輸給小雅         | 橫手美智子 | 堀內勇冶 | 堀內勇冶 | 古谷梨繪、秋田英人 高橋隆子、前原薰 高妻匠   |
| #05  |          | 小青無法引導處男     | 橫手美智子 | 湊未來   | 榎本守   | 森悅史、壽夢龍 長川薰、高橋隆子              |
| #06  |          | 木嶋同學等不下去了   | 橫手美智子 | 湊未來   | 伊部勇志 | 今田茜、水崎健太 古谷梨繪                    |
| #07  |          | 小青在海邊來也無所謂 | 橫手美智子 | 伊部勇志 | 伊部勇志 | 壽夢龍、船越麻友美 久松沙紀                  |
| #08  |          | 木嶋同學精力不足     | 橫手美智子 | 井上圭介 | 榎本守   | 船越麻友美、古谷梨繪                         |
| #09  |          | 只靠妄想無法滿足小青 | 橫手美智子 | 堀內勇冶 | 堀內勇冶 | 壽夢龍、船越麻友美 水崎健太                  |
| #10  |          | 爸爸無法加油打氣     | 橫手美智子 | 堀內勇冶 | 堀內勇冶 | 森本明慧、久松沙紀 水崎健太、古谷梨繪 壽夢龍 |
| #11  |          | 小青穿不了光滑的內褲 | 橫手美智子 | 湊未來   | 伊部勇志 | 壽夢龍、水崎健太 船越麻友美                  |
| #12  |          | 小青無法用功念書     | 橫手美智子 | 井上圭介 | 井上圭介 | 今田茜、水崎健太 壽夢龍、船越麻友美 古谷梨繪 |